# Klub liječenih alkoholičara
Klubovi liječenih alkoholičara sinonim su za rehabilitaciju u alkoholizmu.
U suzbijanju i rješavanju problema vezanih uz pijenje alkoholnih pića i alkoholizam u Hrvatskoj od ranih šezdesetih godina vodeću ulogu ima Zagrebačka alkohološka škola, predvođena istaknutim psihijatrom prof. dr. Vladimirom Hudolinom. U okvirima sveobuhvatnih socijalno-psihijatrijskih programa osnivaju se i zauzimaju važnu ulogu klubovi liječenih alkoholičara.  

## Povijest
1. travnja 1964. godine, otvoren je Centar za proučavanje i suzbijanje alkoholizma u Klinici za psihijatriju KB "Dr. Mladen Stojanović", današnjoj KB Sestre milosrdnice u Zagrebu, a u okviru Centra osnovan je prvi klub liječenih alkoholičara - Ogledni klub, a u jesen iste godine osnovan je prvi gradski klub - Klub "Maksimir". Taj se dan obilježava Danom klubova liječenih alkoholičara. 
U početku su se klubovi osnivali kao veliki općinski klubovi i okupljali su liječene alkoholičare radi održavanja apstinencije i izmjene njihova ponašanja. Važan doprinos i prekretnica u klubovima bilo je uvođenje obiteljskog liječenja u područje suzbijanja i liječenja alkoholizma 1975., odnosno obiteljskog pristupa u klubove liječenih alkoholičara. Započelo se s osnivanjem malih obiteljskih klubova u mjesnim zajednicama, do kojih bi se dolazilo za desetak minuta od stana. Klubovi su okupljali 10 do 12 obitelji i u njima je cijela obitelj mogla dobivati 
dugotrajnu podršku. 
Slijedio je pravi procvat klubova i njihov je broj naglo rastao, da bi ih u predratnom razdoblju djelovalo više od 600. Takvom razvoju svakako je pridonosio u to vrijeme prelazak s "bolničkih" na "izvanbolničke" programe liječenja alkoholičara. 1980-ih godina se počelo činiti da je bolnica nužno zlo u postupku liječenja alkoholičara. Čak se govorilo o mogućnosti liječenja alkoholičara bez većih komplikacija isključivo u klubovima liječenih alkoholičara. 

## Klubovi u Republici Hrvatskoj
1990. godine dolazi do temeljnih promjena u društvenom, političkom i ekonomskom smislu, što se je odrazilo i na djelovanje klubova. Početak Domovinskog rata i okupacija dijela hrvatskog teritorija od strane srpskog agresora, dovodi do prestanka djelovanja i raspada tri četvrtine klubova. Mnogi članovi klubova uključeni su u obranu domovine, mnogi su raseljeni, neki ubijeni. Izostala je stručna i novčana podrška, javili su se problemi prostorija. Usprkos svim poteškoćama dio klubova održao je i u najtežim uvjetima kontinuitet u radu, radeći čak i za vrijeme uzbuna, zahvaljujući prvenstveno dugogodišnjim apstinentima i podršci od strane bolnica koje se bave liječenjem alkoholizma. Sve su se ostale službe bavile rastućom problematikom vezanom uz ratna stradanja, te su problemi pijenja i alkoholizma potisnuti u drugi plan. Bolničko liječenje je jedini način liječenja koji je održan u ratu i nakon njega. Bolnica je ponovno došla u središte zbivanja kao "organizirani model" kontinuirane skrbi o alkoholičarima. 
Već 1992. godine započinje se obnavljati rad klubova. U kritičnom, ratnom razdoblju dugogodišnji apstinenti održali su kontinuitet djelovanja klubova, te od 1993. godine započinje edukacija velikog broja dugogodišnjih apstinenata, prvenstveno iz Zagreba, kako bi se osposobili za što kvalitetniji rad u klubovima, sada u ulozi laik-terapeuta, odnosno dostručnih djelatnika. Obnavlja se kvaliteta rada u klubovima, osnivaju se novi klubovi, oživljavaju izvanklubske aktivnosti. Klubovi se radi unapređivanja svoga djelovanja, međusobne suradnje i zajedničkih aktivnosti, redovito mjesečno okupljaju na općinskim razinama u koordinacijama od 3-10 klubova, na županijskim zajednicama, a od 2000. godine i u  Hrvatskom savezu klubova liječenih alkoholičara, sa sjedištem pri Klinici za psihijatriju KB "Sestre milosrdnice". S 210 klubova danas su najveća udruga na području zdravstvenog i socijalnog djelovanja.
Klubovi liječenih alkoholičara su se tijekom 40 godina svojega postojanja razvijali i mijenjali, prateći promjene u društvu, što je razumljivo jer su i sami društvene organizacije, odnosno udruge.

## Klubovi u Italiji
Krajem 1979., prof. Vladimir Hudolin sa suradnicima pozvan je na prvi tečaj Socijalno-medicinskog pristupa alkoholizam, kako je tada nazvan, u bolnicu Santa Maria della Misericordia Hospital u Udinama, Italija. Ubrzo potom prvi Klub liječenih alkoholičara je osnovan u Trstu. Prof. Hudolin i suradnici su bili prvi gostujući predavači u tom klubu. Iz Trsta i Friuli-Venezia Giulia, KLA su se proširili Italijom i računa se da ih danas ima više od 2,200.

## Svjetska organizacija udruga klubova liječenih alkoholičara
Svjetski savez klubova liječenih alkoholičara (eng. World Association of the Clubs of Alcoholics in Treatment (W.A.C.A.T.) imao je osnivački kongres 16. – 21. 10. 2007. u Udinama, (Italija).
Osnivačka skupština otvorena je svečanom ceremonijom kojom su predsjedavali Ennio Palmesino, predsjednik AICAT-a (Saveza klubova liječenih alkoholičara Italije), Maria Claudia Diotti, predsjednica ARCAT (Regionalnih saveza klubova liječenih alkoholičara Italije) i Francesco Piani, predsjednik Europske škole alkohologije i ekološke psihijatrije (Scuola Europea di alcologia e psichiatria ecologica).
Pristupnu povelju potpisali su prisutni delegati iz dvadeset svjetskih zemalja (Argentine, Bjelorusije, Bolivije, Brazila, Čilea, Danske, Ekvadora, Estonije, Grčke, Indije, Italije, Hrvatske, Kenije, Mauretanije, Norveške, Rumunjske, Slovenije, Španjolske, Šri Lanke i Švedske).
Organizacija radi na poboljšanju kvaliteta života na Zemlji, promovirajući i čuvajući zdravlje svih pojedinaca, obitelji i zajednica na planetu, posebice kroz prevenciju i smanjenje problema vezanih uz alkohol diljem svijeta, promovirajući i razvijajući širenje KLA, te uz socijalno-ekološki pristup problema vezanih uz alkohol i miješanih problema.
Organizacija osigurava jedinstvo metodologije i terminologije u pristupu obiteljima s problemom pijenja i obrazovanja djelatnika u Klubu, kako bi se očuvala jedinstvenost Hudolinove metode oporavka alkoholičara u svim Klubovima svijeta. Organizacija je internacionalno forumsko tijelo za koordinaciju nacionalnih Saveza klubova liječenih alkoholičara.

### Aktivnosti koje su prethodile osnivanju
Od 1997.g. održavaju se međunarodni tečajevi senzibilizacije u Lignanu (u Italiji), na kojima su sudjelovali mnogi inozemni predstavnici, što pokazalo izravno zaslužno za osnivanje Klubova u Bugarskoj, Danskoj, Norveškoj, Novom Zelandu, Poljskoj, Slovačkoj i Švedskoj.
Za širenje Klubova u većinu zemalja gdje ovi aktualno djeluju zaslužni su članovi Talijanske mreže Klubova liječenih alkoholičara, potom tečajevi senzibilizacije Europske škole alkohologije i ekološke psihijatrije (koje su pohađale osobe iz zemalja u kojima su potom i osnivani Klubovi). Klubove zemalja Istočne Europe i Klubove zemalja Trećeg svijeta izravno financiraju članovi talijanskog saveza klubova - AICAT-a, organizacije povezane s AICAT-om, te sam AICAT.
2004. u Veroni, na godišnjoj skupštini Saveza klubova liječenih alkoholičara Italije (AICAT) od strane ondje prisutnih delegata iz dvanaest zemalja službeno artikulirana ideja o nužnosti osnivanja Svjetskog saveza, a zadaću pripreme osnivanja na sebe su preuzeli čelnici talijanskog saveza klubova liječenih alkoholičara.

## Organizacija
Klubovi su organizirani kao udruge građana na principima samopomoći i uzajamne pomoći. 
U Hrvatskoj sada djeluje mreža od 210 klubova liječenih alkoholičara, različite gustoće, vezana uz veća gradska ili županijska središta. U Zajednici klubova liječenih alkoholičara Zagreba okupljena su 82 kluba.
Klubovi okupljaju 10 do 12 obitelji. U njima se provodi obiteljski postupak uz angažman stručnih djelatnika i uz pomoć educiranih dugogodišnjih apstinenata, tzv. dostručnih djelatnika, a pod supervizijom stručnjaka.

## Obiteljska terapija
Obiteljskim postupkom se katalizira promjena ponašanja u obiteljskom sustavu, rast i sazrijevanje obitelji i uspostava načina života bez alkohola za cijelu obitelj. Klubove koje rade bez stručnog djelatnika članovi obitelji brzo napuštaju, a rehabilitaciju nastavlja sam alkoholičar, što ne daje ni približne rezultate kao rehabilitacija cijele obitelji.
Provođenje obiteljskog postupka u klubovima i prisutnost stručnih djelatnika, te uključivanje u programe zaštite zdravlja i suzbijanje problema vezanih uz pijenje i alkoholizam u lokalnoj zajednici i šire, razlikuje klubove liječenih alkoholičara od Anonimnih alkoholičara.
Suvremeni način brige o zdravlju i rada u zdravstvenoj zaštiti jest integracija samopomoći i uzajamne pomoći u programe liječenja i rehabilitacije. Samo na takav način može se postići bolje zdravlje, što ujedno znači bolju kvalitetu života. 

## Izdavačka djelatnost
Hrvatski savez i Zajednica klubova liječenih alkoholičara Zagreba izdaju svoj mjesečnik "Alkohološki glasnik", koji predstavlja svojevrsni stručno-informativni vodič kroz probleme pijenja, alkoholizma, liječenja i rehabilitacije alkoholičara, a napose kroz klubove liječenih alkoholičara. Glasnik ima svoje web stranice na adresi www.hskla.hr, 
2003. tiskan je i priručnik - Zbornik stručnih radova Alkohološkog glasnika. Tiskaju se i brojni promidžbeni materijali koji se distribuiraju građanima. Dugogodišnje, do 2006., u radio emisiji Vi i Vaše zdravlje, Drugog programa radio Zagreba bio je pola satni tjedni termin za klubove liječenih alkoholičara.
Hrvatski savez i Zajednica klubova Zagreba organizirali su i Trijezni telefon uz koga svako prije podne dežuraju dugogodišnji apstinenti, na usluzi građanima, dajući informacije o klubovima, liječenju, iznoseći svoja iskustva i potičući zainteresirane na prvi korak.

## Aktivnosti
Hrvatski savez, udruženja klubova i klubovi organiziraju i niz drugih aktivnosti,
za posebno je istaknuti sportske igre i večeri poezije, pod motom sportom protiv 
ovisnosti, odnosno poezijom protiv ovisnosti. 
Klubovi liječenih alkoholičara su otvoreni prema zajednici u kojoj djeluju i da se uz svoju osnovnu djelatnost uključuju i u preventivne aktivnosti na planu suzbijanja problematike vezane uz prekomjerno pijenje, alkoholizam i druge ovisnosti, kao i u programe zaštite i unapređenja duševnog zdravlja i zdravog načina življenja.

### Djelatnosti Kluba
Djelatnosti Kluba ostvaruju se uz rad ili nadzor stručnog djelatnika i sastoje se u sljedećem:
- Nastavak liječenja, rehabilitacija i resocijalizacija alkoholičara i njihovih obitelji.
- Djelovanje članstva u cilju da se u obiteljima liječenih alkoholičara što prije uspostave skladni odnosi, koji su bili narušeni alkoholizmom.
- Razvijanje principa samopomoći i uzajamne pomoći članova i njihovih obitelji u cilju što duže apstinencije.
- Provođenje što šire stalne edukacije svih članova i njihovih obitelji s ciljem da se što više upoznaju s vlastitom bolešću i načinima njenog liječenja.
- Pomaganje članovima koji imaju poteškoća u liječenju a posebno u slučaju recidiva, te pronalaženje načina za uspješniju pomoć kroz prijateljske posjete obiteljima da bi se liječenje nastavilo.
- Senzibiliziranje okoline o problemu alkoholne ovisnosti, te uključivanje u aktivan rad lokalne zajednice.
- Poticanje kulturnih, sportskih i drugih aktivnosti koje će olakšati i učvrstiti apstinenciju članova.

## Vanjske poveznice
Službene stranica Hrvatskog saveza KLA